# Pierre François Bonnet
Pierre François Dominique Bonnet, né le 25 mars 1754 à Limoux (Aude), mort le 3 décembre 1809 à Conques-sur-Orbiel (Aude), un homme politique de la Révolution française.

## Biographie
Avocat, Bonnet est élu représentant du tiers-état de la sénéchaussée de Limoux, le deuxième et dernier, aux États-généraux de 1789. Il prête le serment du Jeu de Paume et vote en faveur du rattachement du Comtat Venaissin à la France.
En septembre 1792, Bonnet est élu député du département de l'Aude, le deuxième sur huit, à la Convention nationale. Lors du procès de Louis XVI, il vote la mort sans appel au peuple ni sursis. Il s'abstient de voter lors de la mise en accusation de Marat et se trouve en mission lors du scrutin sur le rétablissement de la Commission des Douze. Il est en effet envoyé auprès de l'armée des Pyrénées-Orientales fin avril 1793.
Il est élu au Conseil des Anciens le 24 germinal an VI.